# Peter Jonsson
Peter Lennart Jonsson (nascido em 12 de abril de 1958) é um ex-ciclista sueco de ciclismo de estrada.

## Carreira
Jonsson competiu como representante de seu país, Suécia, nos Jogos Olímpicos de Verão de 1980 em Moscou, onde terminou em décimo sexto lugar na prova de estrada individual.